# لوسی گوردون
لوسی گوردون (به انگلیسی: Lucy Gordon) (۲۲ مه ۱۹۸۰ - ۲۰ مه ۲۰۰۹) بازیگر و مانکن انگلیسی بود. او در فیلم‌هایی مانند مرد عنکبوتی ۳، پرفیوم، عروسک‌های روسی بازی کرده بود.

## زندگی و حرفه
گوردون در سال ۱۹۸۰ در آکسفورد زاده شد. والدین او ریچارد و سوزان گوردون نام داشتند. او به دبیرستان آکسفورد رفت و از آنجا با امتیاز ‎(GCSE)‎ ۹ فارغ‌التحصیل شد. او در سال ۱۹۹۷ پیش از آنکه بازیگری را آغاز کند به چهره اول شرکت آرایشی کاورگرل تبدیل شد. در سال ۲۰۰۱ برای نخستین بار در فیلم سینمایی پرفیوم به بازی پرداخت و پس از آن نقش‌های کوچکی را در فیلم‌های مرد عنکبوتی ۳، سرندیپیتی و چهار پر به‌عهده گرفت. آخرین کار سینمایی او، بازی در نقش جین برکین، خواننده بریتانیایی در فیلمی که در خصوص زندگی سرج گینزبرگ خواننده فرانسوی است. اما پیش از آنکه فیلم اکران شود، در ۲۱ مه ۲۰۰۹ خبر یافتن جسد گوردون در آپارتمانش در پاریس اعلام شد. بر پایه اعلام پلیس فرانسه او دو روز پیش از سالروز تولدش، خود را در وسط آپارتمان حلق‌آویز کرده بود.